# Chapman Whitney Streetwalkers
Chapman Whitney Streetwalkers è l'album d'esordio della rock band Streetwalkers, ed è composto esclusivamente da brani scritti da Roger Chapman e Charlie Whitney, leaders del gruppo britannico. Riceve da AllMusic una valutazione di 3 stelle su 5.

## Tracce
Lato A
Testi e musiche di Roger Chapman e Charlie Whitney, tranne dove indicato.
1. Parisienne High Heels – 4:04
2. Roxianna – 3:46
3. Systematic Stealth – 2:24
4. Call Ya – 6:32
5. Creature Feature – 4:14

Lato B
1. Sue and Betty Jean – 5:08
2. Showbiz Joe – 4:07
3. Just Four Men – 2:50
4. Tokyo Rose – 2:26
5. Hangman – 4:44

## Formazione
- Roger Chapman, voce
- Charlie Whitney, chitarra
- Tim Hinkley, tastiera
- John Wetton, basso
- Mel Collins, sassofono
- Ian Wallace, batteria